# Червоноцвітський заказник
Червоноцві́тський зака́зник — орнітологічний заказник місцевого значення в Україні. Об'єкт природно-заповідного фонду Хмельницької області. 
Розташований у межах Шепетівського району Хмельницької області, на південь від села Червоний Цвіт. 
Площа 36 га. Статус присвоєно згідно з рішенням сесії обласної ради народних депутатів від 25.12.1992 року № 7. Перебуває у віданні ДП «Шепетівський лісгосп» (Климентовецьке л-во, кв. 31, вид. 2, 3, 5, 6, 8, 12-16; Мальованське л-во, кв. 15, вид. 1, 2, 4-9). 
Статус присвоєно для збереження частини лісового масиву з насадженнями вільхи, дуба, берези, де виявлено гніздо лелеки чорного — рідкісного виду родини лелекових, занесеного до Червоної книги України. 